# HMS Shannon (1806)
Pour les autres navires du même nom, voir HMS Shannon.
La HMS Shannon est une frégate de classe Leda (en) portant 38 canons en service dans la Royal Navy. Lancée en 1806, elle servit notamment durant les guerres napoléoniennes et durant la guerre anglo-américaine de 1812. Le 1er juin 1813, elle remporte une victoire remarquable en capturant la frégate américaine USS Chesapeake à la suite d'une bataille particulièrement sanglante.

## Histoire
La Shannon est construite par Josiah et Thomas Brindley à Frindsbury dans le Kent dès août 1804. Lancée le 5 mai 1806, elle est ensuite armée à Chatham Dockyard et entre en service le 3 août sous les ordres du commandant Philip Broke.
Elle fait partie de l'escadre envoyée occuper Madère en décembre 1807, avant de revenir patrouiller dans les eaux britanniques, puis d'intégrer la Channel Fleet. Elle capture ainsi plusieurs corsaires français, avant de faire quelques escortes vers le Portugal. En 1812, à la suite de la déclaration de guerre avec les États-Unis, la Shannon est affectée aux patrouilles au large du nouveau continent le 5 juillet 1812, avant d'être rejointe par la HMS Guerriere quatre jours plus tard. Quelques jours plus tard, les deux navires prennent part à l'infructueuse chasse de l'USS Constitution, avant d'escorter un convoi pour la Jamaïque.
Elle reprend la patrouille en septembre, prenant en chasse l'USS Essex qui réussit à s'enfuir puis capturant un corsaire le mois suivant. Le 23 février 1813, la Shannon fait relâche à Halifax avant de repartir en patrouille dans la baie de Boston avec sa sister-ship le HMS Tenedos le 21 mars. À partir d'avril, les deux navires capturent un plusieurs navires corsaires et recapturent des prises faites par les Américains.
Le 1er juin 1813, la Shannon affronte la frégate américaine USS Chesapeake : après un combat âpre et bref, le capitaine Broke, blessé durant l'action, réussit à capturer le navire ennemi. Le 8 juin, la Shannon rallie Halifax avec sa prise, sous les ordres de Provo Wallis. 
Durant le mois de septembre, aux ordres du capitaine Humphrey Fleming Senhouse (en), la Shannon continue ses patrouilles sur la côte américaine, capturant plusieurs navires ennemis. Début octobre, elle escorte un convoi vers l'Angleterre, où elle est mise à quai. En 1828, elle reprend la mer sous les ordres du capitaine Benjamin Clement et rejoint les eaux caribéennes, touchant notamment terre à Port Royal, aux Bermudes , en Jamaïque et à la Barbade. En 1831 elle rentre à Portsmouth, où elle est mise à quai. Transformée en navire de réception, la Shannon est renommée Saint Lawrence en 1844, puis démolie en 1859 à Chatham.